# Zbyněk Müller
Zbyněk Müller (* 10. duben 1972) je český dirigent. Působí jako hudební ředitel opery v Divadle F. X. Šaldy v Liberci, hlavní hostující dirigent Státní filharmonie v Košicích a dirigent opery Národního divadla v Praze.

## Hudební vzdělání
Hudbě se věnuje od šesti let, kdy se začal učit hře na klavír. Vystudoval hoboj a dirigování na Pražské konzervatoři a poté na Akademii múzických umění v Praze u pedagogů Františka Xavera Thuriho, Maria Klemense, Jiřího Mihule a Jiřího Bělohlávka.

## Kariéra

### Hobojista
Během studia hry na hoboj se prosadil v mnoha interpretačních soutěžích, jmenujme alespoň vítězství v soutěži Concertino Praga (1989) a titul laureáta v soutěži Pražského jara (1996). V roce 1996 obdržel Cenu Josefa Hlávky. Byl velmi aktivním hráčem v různých komorních souborech, s dechovým kvintetem získal cenu „Prix Mercure“ v rakouském Semmeringu, jako sólista nahrával pro Český rozhlas. Několik let působil v různých pražských orchestrech, tato činnost vyvrcholila desetiletým angažmá na postu sólohobojisty v PKF – Prague Philharmonia.

### Dirigent
Jako dirigent začal nejprve spolupracovat právě s PKF, kde během deseti let dirigoval více než 50 koncertů, a to i na významných hudebních festivalech a prestižních událostech (Pražské jaro, Chopinovy Mariánské lázně, Murten Classics), vystupoval i jako sólista a dirigent v jedné osobě. K PKF se pravidelně vrací, poslední spolupráce obnášela koncert na festivalu Pražské jaro a turné do Číny.
V letech 2001–2002 působil jako asistent šéfdirigenta Vladimira Ashkenazyho v České filharmonii, kde poznal práci též mnoha jiných významných dirigentů, jako jsou např. Leif Segerstam, Claus Peter Flor, Zdeněk Mácal, Manfred Honeck aj.
V roce 2004 úspěšně debutoval s orchestrem FOK, v roce 2010 pak s Českou filharmonií.
Vedle spolupráce s většinou českých symfonických těles dále dirigoval orchestry v Maďarsku (Symfonický orchestr Miskolc), Japonsku (orchestr Tohogakuen), Polsku (Baltská filharmonie Gdańsk, Filharmonia Pomorska Bydgoszcz) a Itálii (Marchigiana philharmonic).
Státní filharmonie Košice
Celých třináct sezón byl mezi lety 2008–2021 šéfdirigentem Státní filharmonie Košice. Nastudoval a provedl zde mnoho stěžejních děl světového symfonického repertoáru, rozsáhlá díla vokálně-instrumentální a nemalý počet děl autorů slovenských. Natočil zde také CD se symfonickým triptychem Jána Cikkera, které získalo cenu Radio Head Awards a klavírní koncerty Ernö Dohnányiho s Ladislavem Fančovičem. Košickou filharmonii řídil také při úspěšných turné do Maďarska, Polska, Německa a Číny, při jejím vůbec prvním vystoupení na festivalu Pražské jaro a v berlínském Konzerthausu.
Opera
Operní repertoár Zbyňka Müllera zahrnuje více než 40 titulů. V pražském Národním divadle se od r. 2000 stal postupně dirigentem inscenací Don Giovanni, Kouzelná flétna, Figarova svatba (W.A. Mozart), Osud, Příhody lišky Bystroušky (L. Janáček), Adriana Lecouvreur (F. Cilea), Aida, La traviata (G. Verdi), Turandot (G. Puccini), Lohengrin (R. Wagner), Orfeus a Eurydika (Ch. W. Gluck), Řecké pašije (B. Martinů), Láska ke třem pomerančům (S. Prokofjev), Carmen (G. Bizet), Samson a Dalila (C. Saint-Saëns), Rusalka, Jakobín (A. Dvořák), Dalibor (B. Smetana), Hoffmannovy povídky (J. Offenbach), Slavík (I. Stravinskij), Jolanta (P. I. Čajkovskij) a opery La Conquista (L. Ferrero), kterou nastudoval a provedl v r. 2005 jako světovou premiéru.
Se souborem ND, kde je od r. 2004 v trvalém dirigentském angažmá, vystoupil na Janáčkově festivalu v Brně (Osud), v Düsseldorfu (Don Giovanni), na mezinárodním operním festivalu ve Wiesbadenu (Adriana Lecouvreur), v Jižní Koreji, v italské Ravenně a maďarském Miškolci (Don Giovanni), na Pafos Aphrodíté Opera festival na Kypru (Hoffmannovy povídky) a v Japonsku (Kouzelná flétna, Figarova svatba). V Národním divadle dále nastudoval Smetanovy opery Tajemství a Hubička, jejichž premiéry na festivalu Smetanova Litomyšl zaznamenala Česká televize, velký ohlas zaznamenalo jeho nastudování Brittenovy opery Gloriana (v české premiéře), Chytračka a Měsíc a Weinbergerova Švanda dudák.
Vedle působení v pražském Národním divadle spolupracoval též s Národním divadlem moravskoslezským v Ostravě, kde nastudoval Giordanovy opery Fedora a Andrea Chénier, a dále se Štátným divadlem Košice (Prodaná nevěsta)